# Nicolas Joseph Pougny
Nicolas Joseph Pougny est un homme politique français né le 6 décembre 1760 à Liffol-le-Grand (Vosges) et décédé le 1er octobre 1842 à Neufchâteau (Vosges).
Avocat à Neufchâteau, administrateur du département et commissaire du gouvernement près l'administration centrale, il est sous-préfet de Neufchâteau sous le Consulat, puis député des Vosges de 1803 à 1807.